# Predrag Mijić
Predrag Mijić, cyr. Пpeдpaг Mијић (ur. 11 maja 1984 w Žabalju) – serbski piłkarz występujący na pozycji napastnika. Od 2013 roku występuje w FK Mladost Bački Jarak.
W latach 2002–2004 zawodnik Cementu Beočin. Następnie w 2004 roku grał w ČSK Pivara. Rok później przeszedł do słowackiego MFK Rużomberk. W latach 2005–2010 występował w klubie Spartak Subotica. W sezonie 2006/2007 przebywał na wypożyczeniu w FK Bečej. W 2010 roku trafił do Partizana Belgrad. W latach 2011–2012 był zawodnikiem Amkara Perm.